# Uskolisna djetelina
Uskolisna djetelina (lat. Trifolium angustifolium) je vrsta djeteline.

## Rasprostranjenost
Porijeklom je iz Europe, Azije i sjeverne Afrike. Trifolium angustifolium se javlja u mnogim tipovima staništa, uključujući poremećena područja.
Može se naći i drugdje kao unesena vrsta, uključujući invazivnu vrstu u dijelovima Sjeverne Amerike, poput Kalifornije.

## Opis
Trifolium angustifolium je jednogodišnja biljka koja raste uspravno. Listovi su podijeljeni na uske listiće koji su linearnog do kopljastog oblika i dugi su do 4,5 centimetara. Listovi imaju lisne zaliske na vrhu s čekinjama. Trava je dlakave teksture.
Cvat je cilindrični klas cvjetova duljine od 1 do 5 centimetara. Svaki cvijet ima čašku čašičnih listića s dugim, dlakavim, igličastim režnjevima koji se stvrdnjavaju u čekinje kako se biljka suši. Unutar svake čaške nalazi se ružičasta krunica dugačka oko 1 cm.

## Vanjske poveznice
- Jepson Manual Treatment - Trifolium angustifolium
- Trifolium angustifolium. Germplasm Resources Information Network. Agricultural Research Service, United States Department of Agriculture
- Trifolium angustifolium - fotogalerija